# St. Katharina (Katharinenheerd)

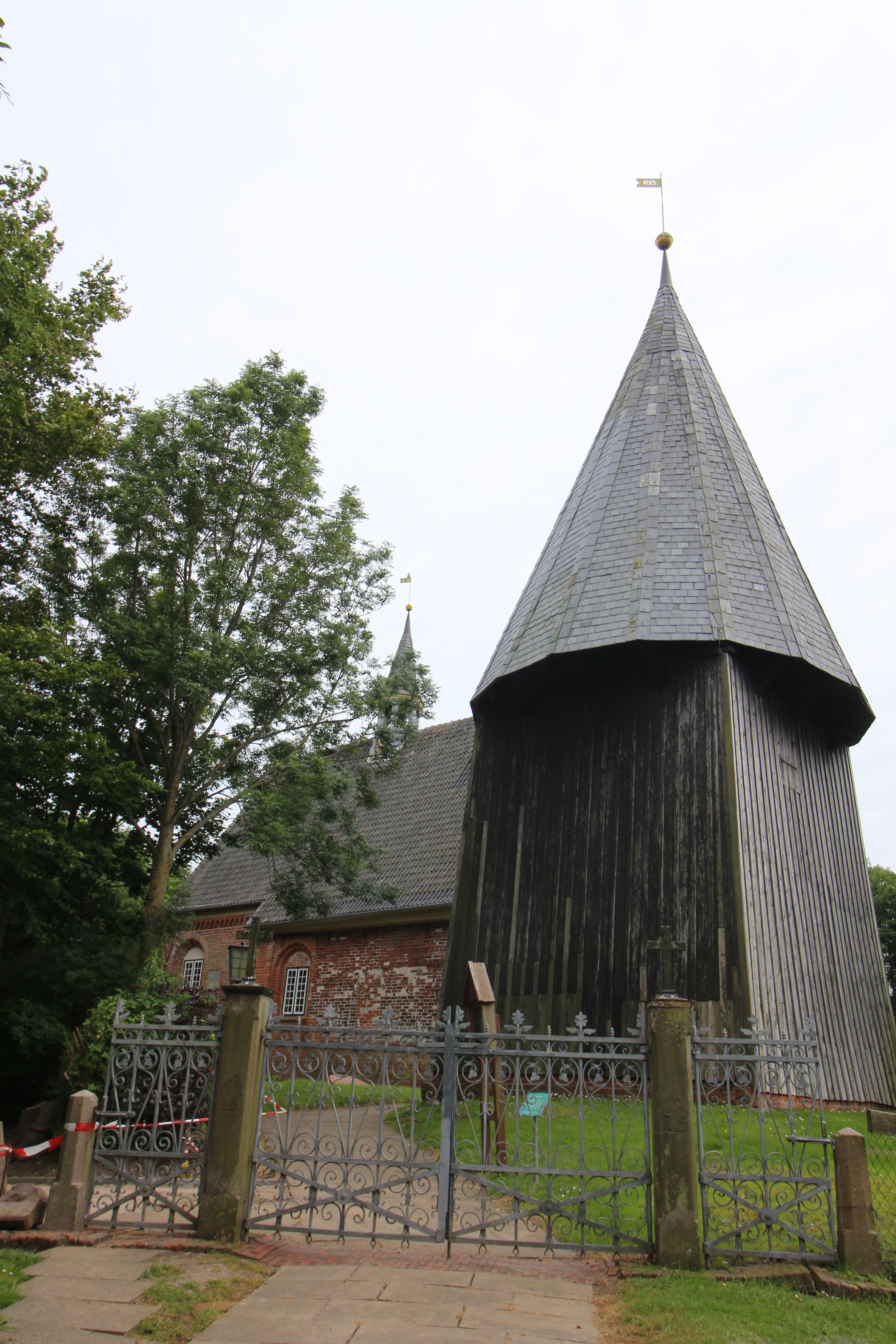
Der Glockenstapel vor der Kirche (2015)

Die Kirche St. Katharina in Katharinenheerd ist eine romanische Kirche auf Eiderstedt, die zur Kirchengemeinde Eiderstedt-Mitte innerhalb der Evangelisch-lutherischen Kirche in Norddeutschland gehört. Für eine Dorfkirche mit nur wenigen Gemeindegliedern besitzt sie eine sehr wertvolle Ausstattung.

## Geschichte
Die Kirche von Katharinenheerd wurde erstmals 1113 erwähnt. Sie ist eine von sechs Kirchen auf Eiderstedt, deren Bau in diesem Jahr begonnen worden sein soll. Sie soll damals als Ersatz für eine ältere Kapelle gebaut worden sein, die sich in Gardesand bei Garding befunden haben soll und je nach Quelle von aufständischen Friesen, feindlichen Dithmarschern oder einer Sturmflut zerstört wurde. Die Kirche trägt das Patrozinium der heiligen Katharina von Alexandrien, nach der auch der Ort seinen Namen hat.
Neben der Kirche befindet sich die alte Thingstätte Hemminghörn, auf der die Sprecher der friesischen Dreilande, der Eiderstedter Harden, zusammenkamen, um über die örtlichen Rechtsnormen zu beschließen und sie in Beliebungen festzuhalten, von denen die Krone der rechten Wahrheit von 1426 die älteste ist.

### Pastoren
Der erste bekannte Geistliche in Katharinenheerd war der Priester Nicolaus Hagemann, der sich früh der Reformation anschloss und ab 1528 erster lutherischer Pastor der Nikolaikirche von Kotzenbüll wurde. Anschließend hatte die Gemeinde wohl dreißig Jahre lang keinen Prediger, bis sie 1557 Johannes Cramer aus Morsum auf Strand berief. Da dazu nicht die Zustimmung des Schleswiger Generalpropsten eingeholt wurde, führte diese Einsetzung zu einem längeren Streit über das Recht der Gemeinde, ihren Pastor selbst zu wählen.
Nach dem Untergang der Insel Strand in der Burchardiflut 1634 besetzte Herzog Friedrich III. von Schleswig-Holstein-Gottorf die eben vakante Pfarrstelle mit dem aus Husum gebürtigen Matthias Lobedantz, der seit 1618 Pastor in Gaikebüll auf Strand gewesen war und als einer von nur wenigen Pastoren die Flutkatastrophe überlebt hatte. Von Lobedantz sind zwei dem Herzog gewidmete Predigten erhalten, die auch einen Augenzeugenbericht über die Katastrophe enthalten. Während seiner Dienstzeit wurden die Gemälde der Empore nach dem Vorbild eines katholischen Andachtsbuchs geschaffen.

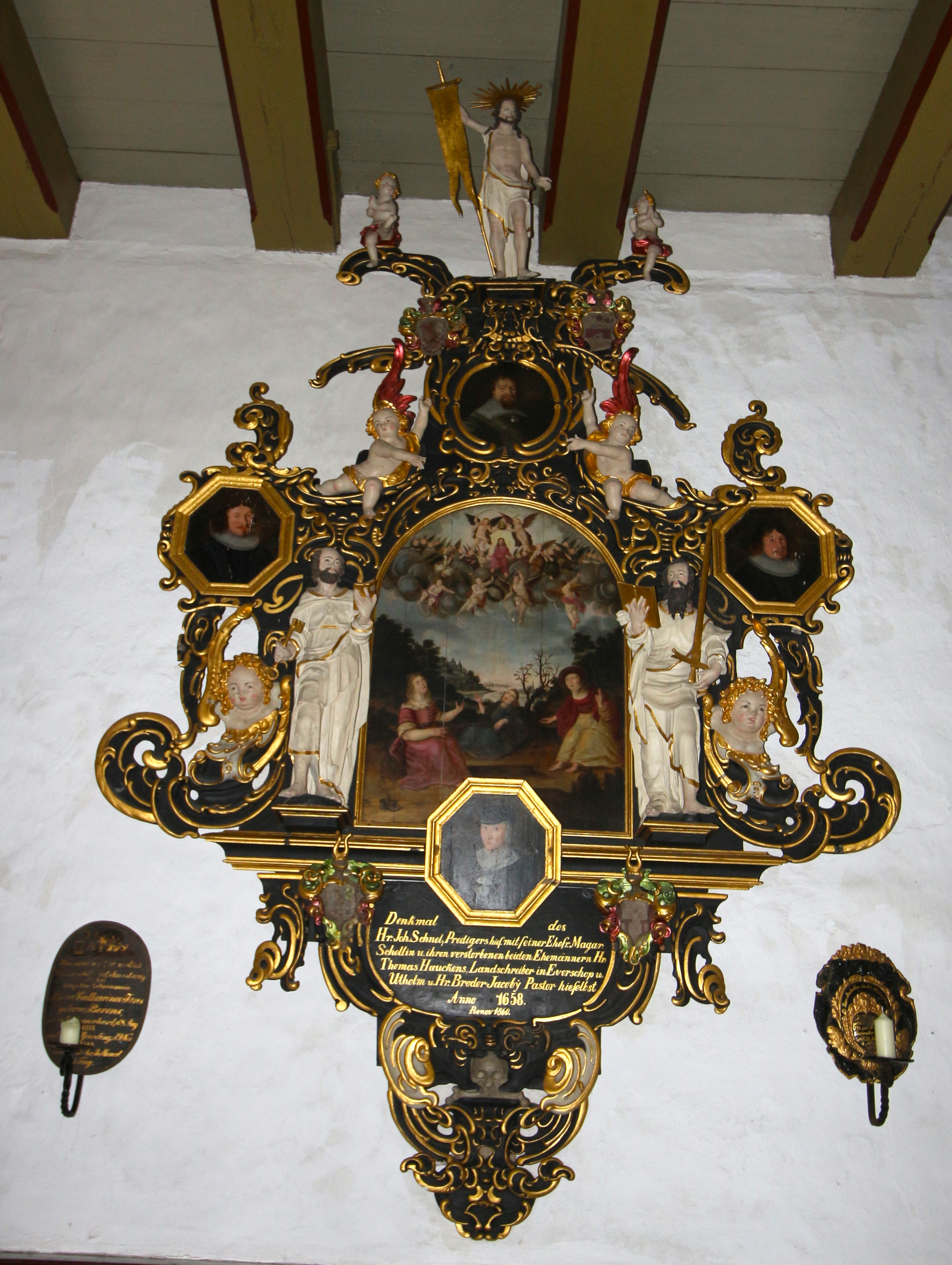
Epitaph der Margarethe „Schellin“ und ihrer drei Ehemänner 1658

Lobedantz’ Nachfolger wurde 1652 Broder Jacobi, der zuvor „Informatør“, Hauslehrer, im Haushalt des Landschreibers der beiden Eiderstedter Harden Everschop und Utholm, Thomas Hauckens (1606–1649), gewesen war. 1653 heiratete er Hauckens vermögende Witwe Margarethe, starb aber schon 1657. Margarethe, nunmehr zum zweiten Mal verwitwet, vermählte sich noch im selben Jahr mit dem nächsten Pastor, Johannes Schnell, dessen erste Ehefrau gerade erst nach nur wenigen Wochen Ehe gestorben war. Margarethe starb 1660. Noch zu Lebzeiten ließ sie für sich und ihre drei Ehemänner ein aufwendiges Epitaph herstellen. Johannes Schnell heiratete nach ihrem Tod noch zwei weitere Male und starb 1666.
Unter Pastor Boeter (1751–1799), der 1787 Pastor von Katharinenheerd geworden war, kam es 1797 zu Unruhen gegen die Einführung der neuen Schleswig-Holsteinischen Kirchen-Agende des Generalsuperintendenten Adler. Boeter war Alkoholiker und hoch verschuldet, weshalb er das Pastoratsland, das eigentlich zu seinem Unterhalt dienen sollte, seinen Gläubigern überlassen musste. Nach seinem Tod 1799 musste seine Familie von der Armenkasse versorgt werden.

### Gemeinde
Von 1936 bis 1965 teilten sich Katharinenheerd und Kating, heute ein Ortsteil von Tönning, eine Pfarrstelle, die allerdings nach 1952 nicht mehr besetzt wurde. Stattdessen wurden die beiden Kirchen von einer  Nachbargemeinde mitverwaltet. 1981 wurde die Katharinenheerder Pfarrstelle mit der der nur einen Kilometer entfernten St.-Anna-Kirche in Tetenbüll zusammengelegt und 2002 auch die beiden Gemeinden zu einer gemeinsamen Kirchengemeinde vereinigt. Diese Gemeinde teilte sich den Pastor mit der Kirchengemeinde Welt-Vollerwiek, zu der die St.-Martin-Kirche in Vollerwiek und die Sommerkirche St. Michael in Welt gehörten. Anfang 2022 fusionierten diese Gemeinden mit den Kirchengemeinden Garding mit der St.-Christians-Kirche und Heverbund, zu der die St. Martin-Kirche in Osterhever, die St. Johannis-Kirche in Poppenbüll und der St. Stephanus-Kirche in Westerhever gehörten, zur Kirchengemeinde Eiderstedt-Mitte mit insgesamt acht mittelalterlichen Kirchen, von denen sechs seit 1113 bestehen.

## Bau
Das Kirchenschiff ist ein romanischer Backsteinbau, der jedoch jünger sein muss als das angegebene Gründungsdatum 1113, da sich Mauerziegel als Baumaterial im dänischen Herrschaftsgebiet, zu dem auch Eiderstedt im Herzogtum Schleswig gehörte, erst um 1200 durchsetzten. Vermutlich bezieht sich das Gründungsdatum auf den Bau einer älteren Holzkapelle. Der gotische Chor wurde um 1500 angefügt. Kirchenschiff und Chor haben jeweils eine flache Balkendecke. Die Eingangstür an der Nordwand stammt aus dem 17. Jahrhundert.

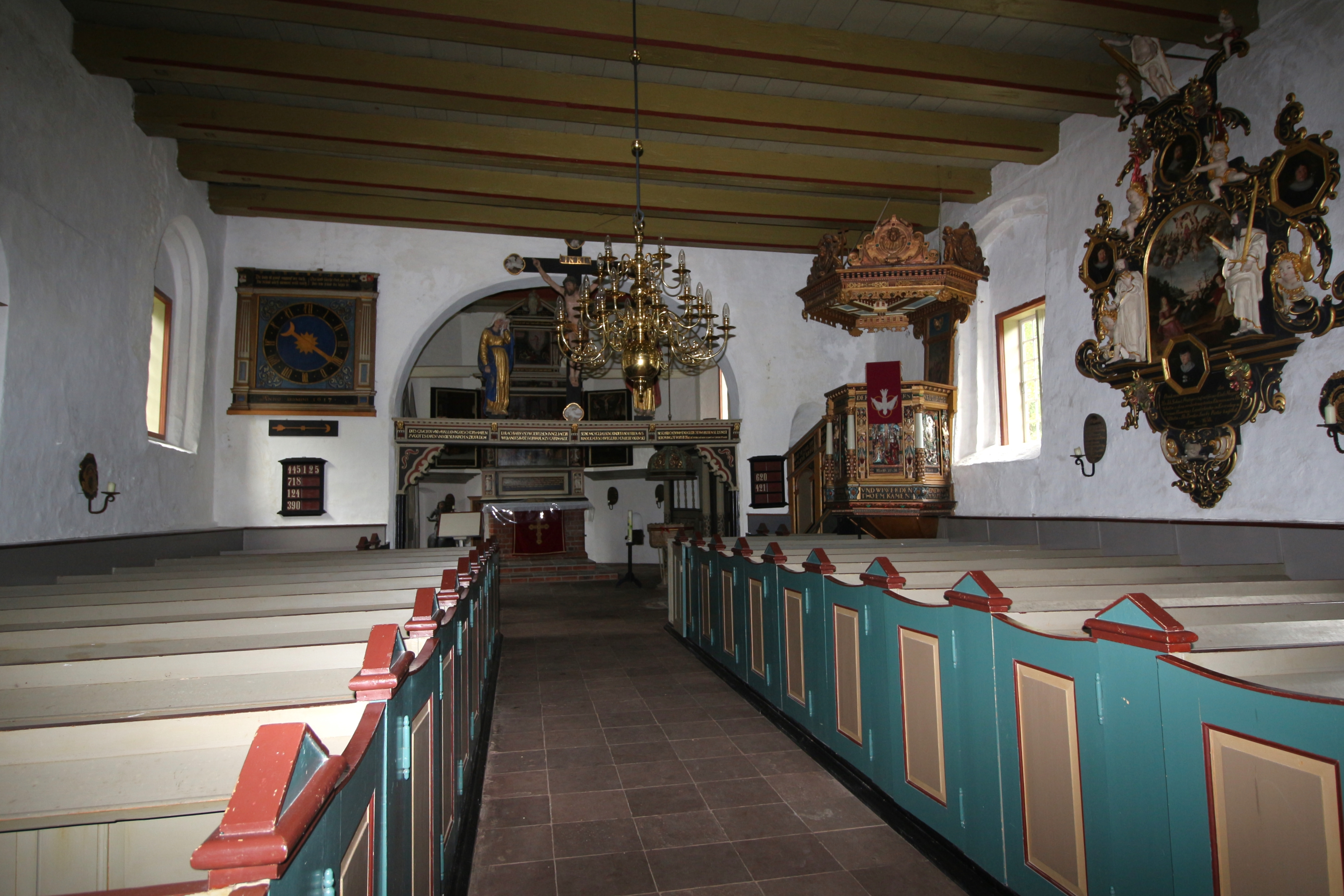
Blick zum Altar

Der Dachreiter stammt von 1794, wie die Jahreszahl auf der Windfahne angibt. Zwei Jahre später wurde die niedrige Gruft südöstlich der Kirche angebaut. Bei der Renovierung 1859 erhielt die Kirche größere Fenster. Die zugemauerten romanischen Fenster sind an der Nordwand von außen noch zu erkennen. Eine weitere Renovierung, bei der auch die Orgel durch die Orgelbauwerkstatt Alfred Führer restauriert wurde, fand 1992 statt.

## Ausstattung
Die Kirchenausstattung stammt bis auf wenige Ausnahmen aus dem 17. und 18. Jahrhundert. Altar, Kanzel, Triumphkreuz und Uhr wurden innerhalb weniger Jahre zu Beginn des 17. Jahrhunderts von wohlhabenden Gemeindegliedern gestiftet.

### Georg
Die Reiterfigur des heiligen Georg stammt aus der zweiten Hälfte 15. Jahrhundert und ist damit neben der Taufe das einzige Ausstattungsstück aus der Zeit vor der Reformation. Pferd und Reiter sind Überreste einer Georgsgruppe und zeigen den mit einem gotischen Harnisch gerüsteten Ritter auf einem stehenden Pferd in dem Moment des Angriffs auf den Drachen. Sporen, Zaumzeug und die eingelegte Lanze sind verloren gegangen. Die vor der Reformation beliebte monumentale Darstellung der Drachentöter-Legende in Schleswig-Holstein ist nur in wenigen Kirchen vollständig erhalten. In der St.-Wilhadi-Kirche in Ulsnis befindet sich ein Georg mit Drache. Eine Gruppe mit einer sehr ähnlichen Darstellung von Pferd und Reiter aus der St.-Jürgen-Kirche in Nordhackstedt, zu der eine deutlich kleiner dargestellte zu rettende Prinzessin mit dem ihre Unschuld symbolisierenden Lamm gehört, wird im Landesmuseum für Kunst und Kulturgeschichte auf Schloss Gottorf in Schleswig ausgestellt. In Katharinenheerd sind weder der Drache noch Prinzessin und Lamm erhalten.
Die Reiterfigur wurde der Legende nach durch das Vergraben auf einer Holtenperd (Holzpferd) genannten Fenne gerettet, entweder vor Feinden oder vor dem Zugriff der Obrigkeit, die durch die reformatorische Lehre überflüssig gewordene Kirchenausstattung konfiszieren wollte. Es ist sehr unwahrscheinlich, dass diese Überlieferung der Wahrheit entspricht, denn sonst wäre das Holz nicht so gut erhalten. Später war der Reiter auf dem Dach des Chorgestühls aufgestellt, bis er um 1935 seinen Platz neben dem Altar erhielt. Die Farbfassung mit dem kleinen Bärtchen stammt aus dem 19. Jahrhundert.

### Taufstein
Der achteckige gotische Taufstein aus dem 15. Jahrhundert wurde aus Namur importiert. Der Taufdeckel stammt von 1727. Ein 1617 von Volquart Tetens und seiner Frau Sibbe gestifteter älterer Taufdeckel wurde nach 1939 an die St.-Martin-Kirche von Osterhever abgegeben.

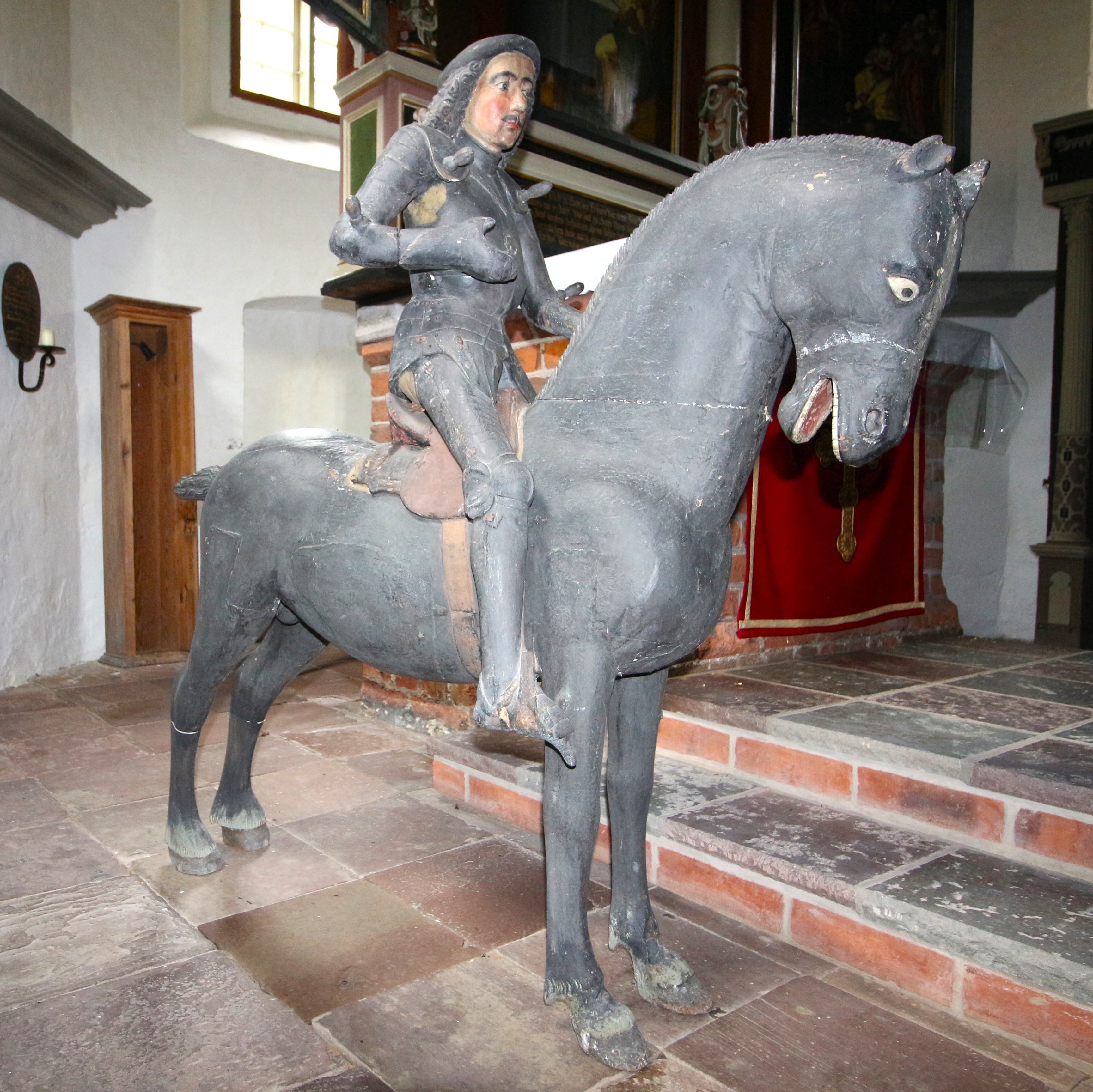
Reiterfigur des heiligen Georgs
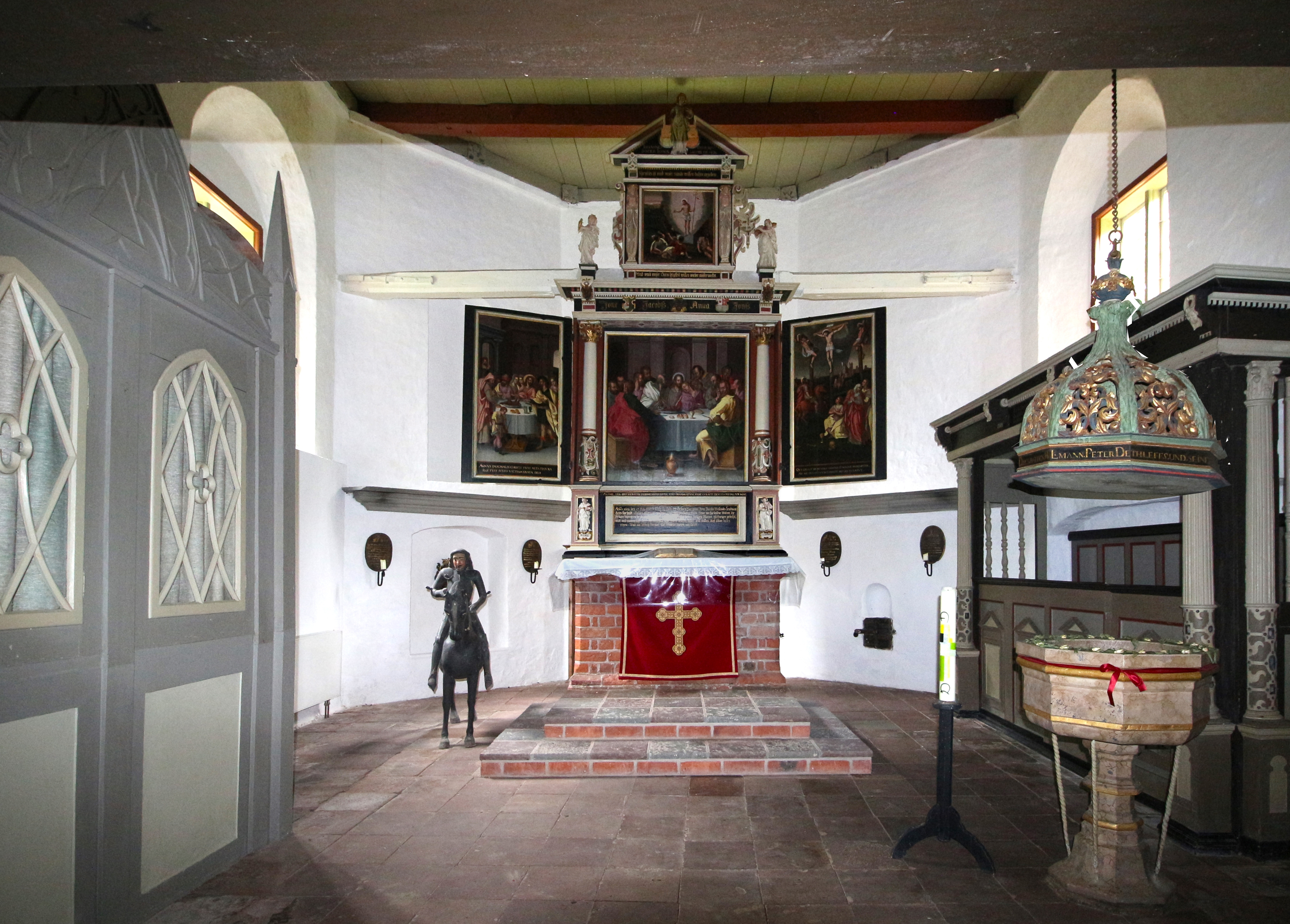
Altarraum
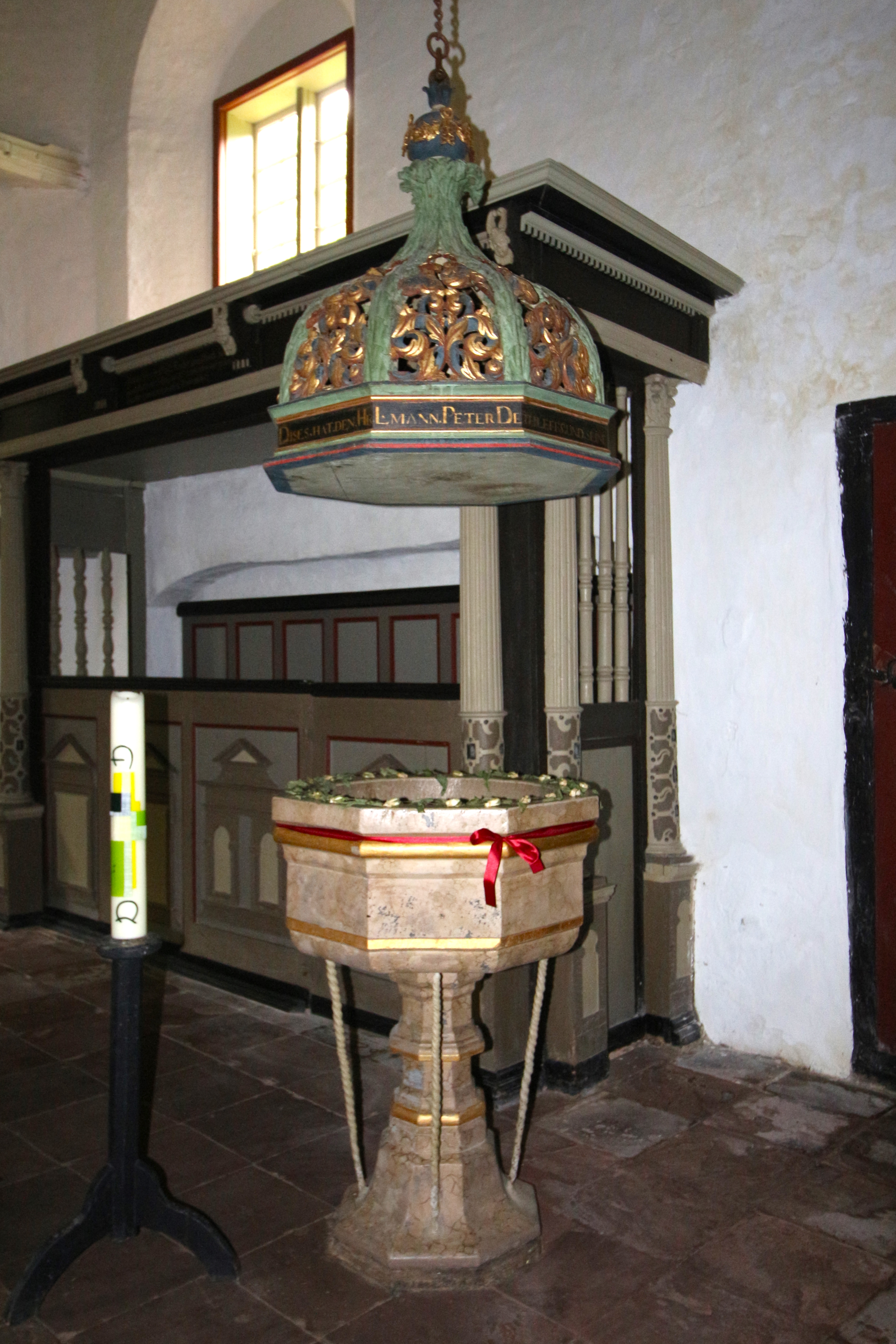
Taufbecken und -deckel
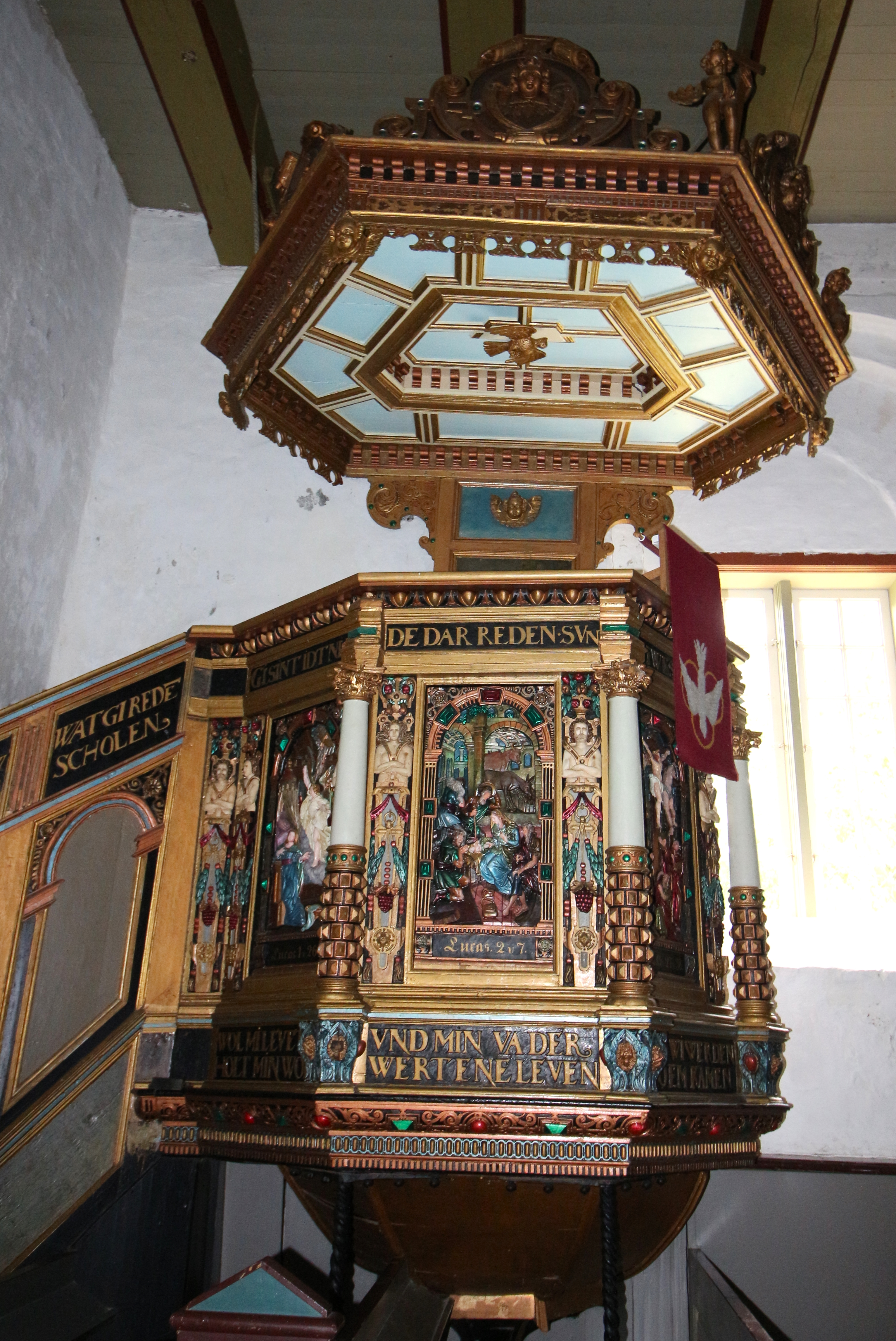
Kanzel

### Altar
Das Altarretabel ist ein Flügelaltar im Renaissancestil. Die Gemälde werden dem in Tönning ansässigen Maler Govert van Achten zugeschrieben, der im Stil des von seinem Vater oder Bruder, dem aus Brabant stammenden Marten van Achten, in Schleswig-Holstein eingeführten Spätmanierismus arbeitete. Das Retabel stiftete nach Auskunft der Inschrift in der Predella „Anna Janß sonsten Schultzen“ zum Gedächtnis ihres 1616 mit nur 41 Jahren verstorbenen Ehemannes Jone Jacobs, der Lehnsmann des Kirchspiels gewesen war. Die Wappen der Eheleute sind über dem Hauptbild zu sehen, das das letzte Abendmahl Jesu zeigt. In den Seitenflügeln sind das Passahmahl und die Kreuzigung Jesu dargestellt, jeweils mit lateinischen Unterschriften. Der Darstellung der Auferstehung im Aufbau ist dagegen eine deutschsprachige Beschriftung beigegeben. Der hölzerne Schrein zeigt fünf geschnitzte Tugenden.
Ein von J. M. Michler in seiner Kirchlichen Statistik der evangelisch-lutherischen Kirche der Provinz Schleswig-Holstein von 1886 nach einem Aufsatz von 1762 beschriebener mittelalterlicher Schnitzaltar, der Christus mit Dornenkrone auf einem Schemel vor den thronenden Gottvater und Maria zeigte und laut der von Micheler zitierten Beschreibung damals hinter der Kanzel hing, war vermutlich schon 1886 nicht mehr vorhanden. Möglicherweise wurde er bei der Renovierung 1859 entfernt. Ein in der Kunst-Topographie von 1969 aufgeführter Maßwerkschleier und eine kleine, als Christus auf der Rast bezeichnete spätgotische Skulptur, die aber heute nicht mehr in der Kirche vorhanden sind, waren vermutlich Überreste dieses Altars. Auf einer Abbildung von 1899 krönte die Christusskulptur den neben der Reiterfigur auf dem Chorgestühl abgestellten renaissancezeitlichen Taufdeckel.

### Kanzel
Die laut der Inschrift auf der Kanzeltür 1612 hergestellte Kanzel wird der Werkstatt von Hans Peper zugeschrieben. Für die kleine Katharinenheerder Kirche scheint sie etwas zu groß, deshalb wird vermutet, dass sie ursprünglich für eine Strander Kirche geschaffen wurde, die in der Burchardiflut 1634 unterging. Möglicherweise brachte Pastor Lobedantz sie aus Gaikebüll mit, dessen Kirche die Flut zwar zunächst überstanden hatte, aber nach vergeblichen Versuchen der Wiedereindeichung 1640 aufgegeben werden musste. Kanzel und Schalldeckel haben als Grundriss ein ungleichmäßiges Sechseck. Die Reliefs der vier Brüstungsseiten zeigen zwischen Hermenpilastern die Verkündigung an Maria und Geburt, Kreuzigung und Auferstehung Jesu. Die an der Südwand des Kirchenschiffs aufgestellte Kanzel wird über eine neuere Treppe durch einen Mauerdurchbruch vom Chor her betreten. Die Farbfassung stammt von 1977, wobei eine barocke Bemalung wieder aufgenommen wurde.

### Triumphkreuz
Die im Chorbogen aufgestellte Kreuzigungsgruppe stifteten 1615 die Kinder des verstorbenen „Ratsvorwandten zu Carinharde“ Junge Jakob. Die Kreuzenden zeigen die Evangelistensymbole.

### Empore

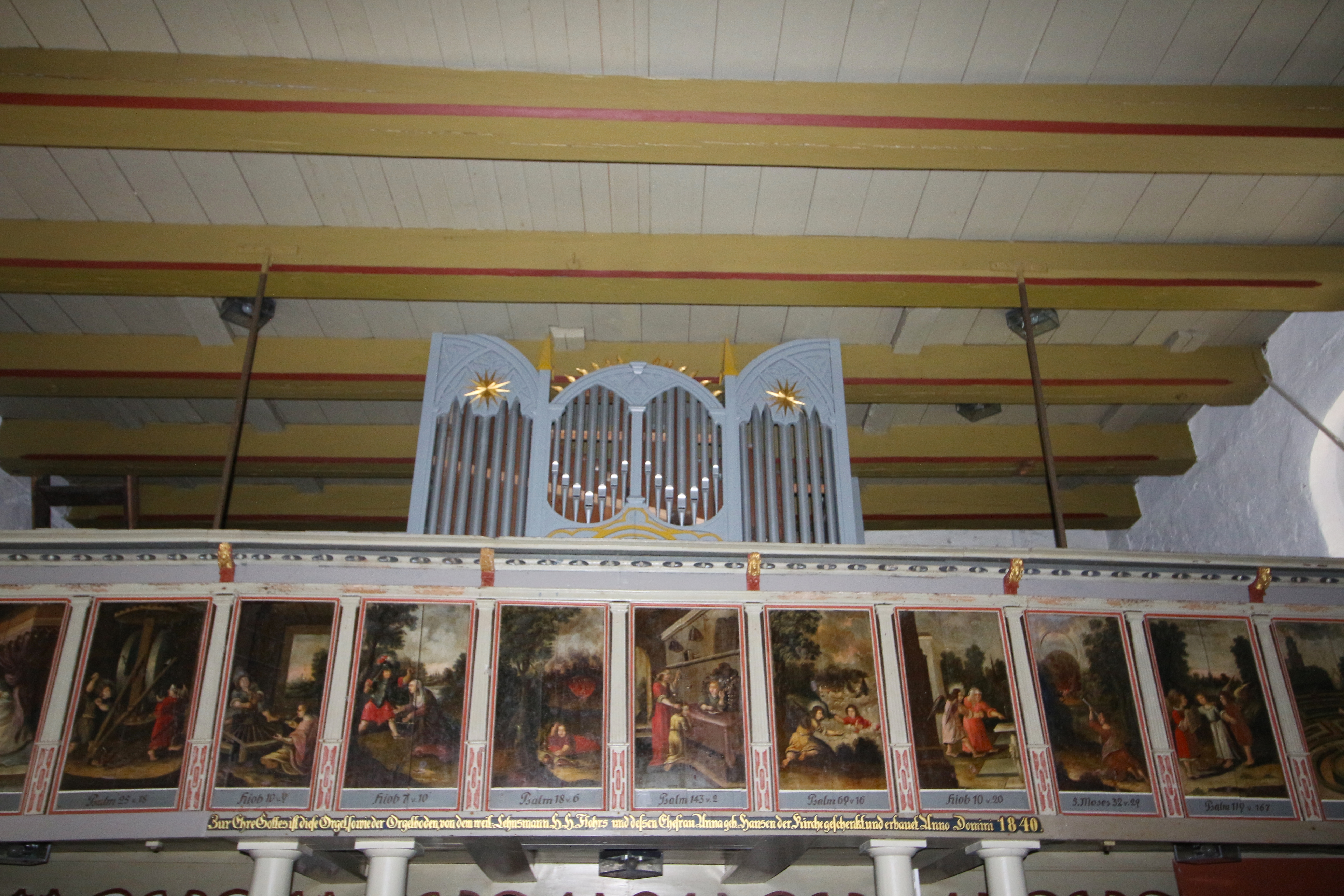
Empore mit Bildern (ganz links die Seele im Göpel)

Die Empore („Orgelboden“) und die Orgel mit ihrem neugotischen Prospekt stifteten 1840 der Lehnsmann H. H. Flohrs und seine Frau. An der Brüstung der Empore sind vierzehn zwischen 1635 und 1650 geschaffene spätbarocke Malereien angebracht. Angelehnt an Verse vor allem aus den Psalmen ist die fromme Seele dargestellt, die sich angesichts der Anfechtungen und Versuchungen der Welt betend an Gott richtet und im Glauben allein zur Seligkeit gelangt. Als Vorlage dieser Gemälde dienten Embleme aus dem 1624 erschienenen Andachtsbuch Pia Desideria des flämischen Jesuiten Herman Hugo (1588–1629). So erscheint als Illustration von vide humilitatem meam et laborem meum (Ps 25,18 ; Psalm 24 nach der von Hugo zugrunde gelegten Vulgata) die Seele in einen Göpel gespannt, der ein Mühlwerk antreibt. Dasselbe Bild findet sich auch auf der Empore.

### Epitaph
Das barocke, für die niedrige Kirche überdimensionale Epitaph für die oben erwähnte Margarethe Schnell an der Südwand wird dem Bildschnitzer Claus Heim(en) aus Lunden zugeschrieben. Im Gemälde im Mittelfeld sind drei Personen abgebildet, die den Himmel offen sehen mit dem zwischen Engeln thronenden Weltenrichter Christus. Im geschnitzten Rahmen stehen neben dem Mittelbild die Apostel Petrus mit Schlüssel und Paulus mit Schwert und oben der auferstandene Christus, dazu mehrere Putten. Vier Porträts zeigen die Stifterin Margarethe Schnell, deren Bild von unten in das Hauptbild hineinragt, und ihre drei Ehemänner, wobei auffällig ist, dass das Bild des ersten Ehemanns Thomas Hauckens deutlich kunstvoller gerahmt ist als die der beiden Pastoren, mit denen sie anschließend verheiratet war, und dass er dasselbe Schmuckstück am Kragen trägt wie sie. In Margarethes Porträt stehen fast unleserlich die Jahreszahlen 1624, 1642, 1653 und 1657, die das Geburtsjahr und die Daten ihrer drei Heiraten angeben. Auch bei ihren Ehemännern sind die Lebensdaten genannt. Die beiden Pastoren sehen fast identisch aus, vermutlich weil dem Maler für den verstorbenen Broder Jacobi kein Vorbild vorlag. Von den vier Wappen ist nur das unten links zuzuordnen und zwar zu Johannes Schnell. Der Text unter dem Gemälde wurde bei der Renovierung 1860 erneuert, wobei Margarethes Nachname mit „Schellin“ statt „Schnellin“ als weibliche Form des Namens ihres letzten Ehemann verschrieben wurde.

### Sonstige Ausstattung
Zwei Votivtafeln aus dem Ende des 17. Jahrhunderts hängen in den Laibungen der zugemauerten romanischen Fenster an der Nordwand. Im Chor und im Kirchenschiff befinden sich mehrere Kerzenhalter aus dem 18. Jahrhundert, die jeweils mit den Namen der Stifter beschriftet sind.
Einmalig für Eiderstedt ist die hölzerne Uhr von 1617 links vom Chorbogen. Über dem Zifferblatt mit römischen Zahlen und nur einem Zeiger erinnert ein Text daran, dass der Tod gewiss ist, nicht aber die Stunde.
Im Chorraum befinden sich an der Südseite ein Chorgestühl von etwa 1600 und an der Nordseite eine Sakristei von 1840. Hinter dem Altar ist ein eiserner Opferkasten in die Wand eingelassen. Altarleuchter und Abendmahlsgeschirr stammen aus dem 16. bis 18. Jahrhundert.

## Martje Flohrs

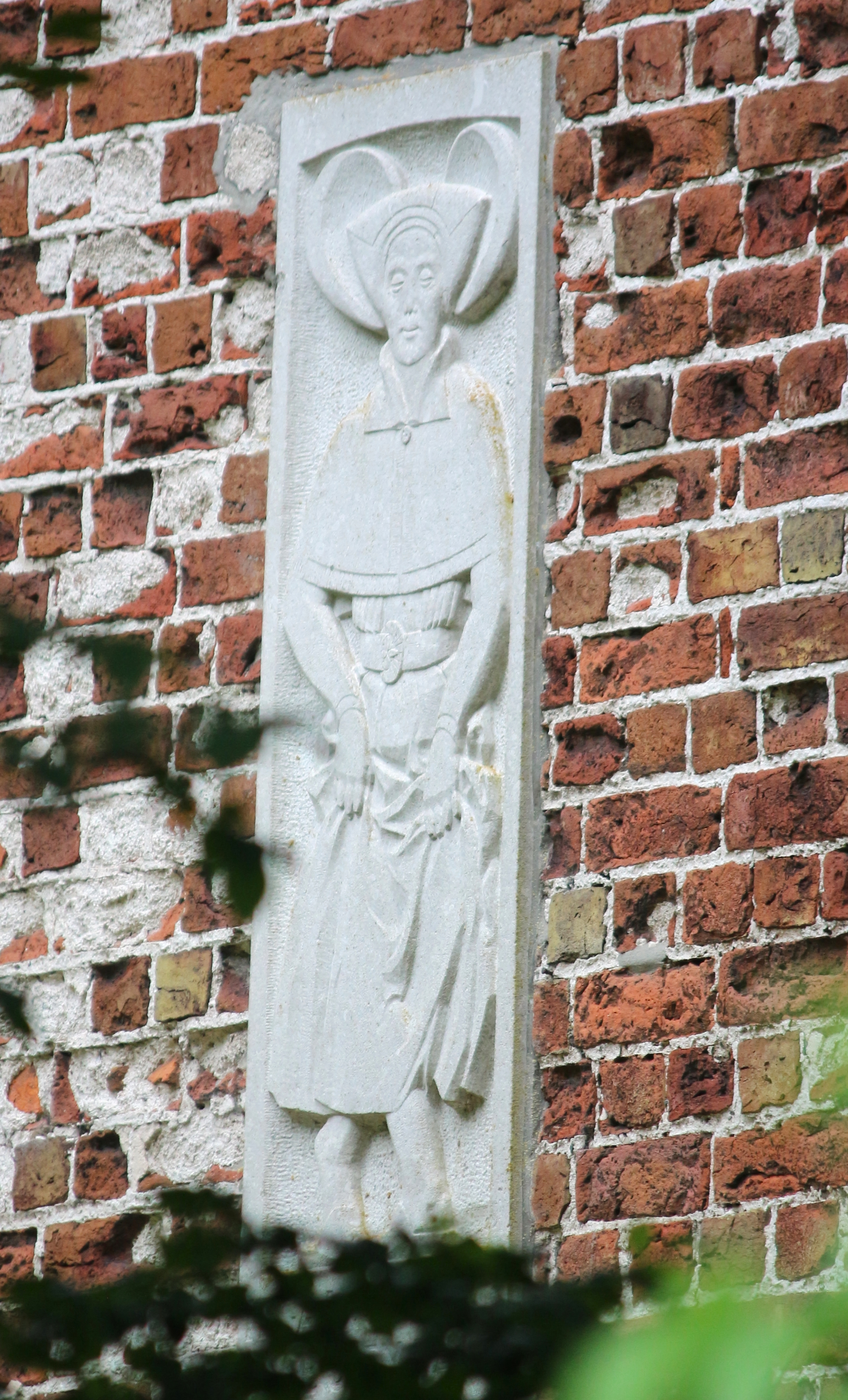
Martje Flohrs

Eine Legende erzählt, dass dänische Soldaten, die 1700 zu Beginn des Großen Nordischen Kriegs auf dem Hof der Familie Flohrs randalierten, die zehnjährige Tochter Martje (1689–1747) aufforderten, einen Trinkspruch auszubringen. Ihre Worte Et gah uns wohl op unse olen Dage werden bis heute oft zitiert. An Martje erinnert ein Relief einer jungen Frau in Eiderstädter Tracht mit Haube an der Außenseite des Chores.

## Glocken
Der separate Glockenstapel neben der Kirche trägt eine Wetterfahne mit der Jahreszahl 1984, ist jedoch durch eine Inschrift auf 1685 datiert. In ihm hängen zwei Glocken von 1600 und 1681.